# 1333년

## 연호
- 원(元) 지순(至順) 4년 / 원통(元統) 원년
- 일본(日本) 다이카쿠지통(大覺寺統) 겐코(元弘) 3년
- 일본(日本) 지묘인통(持明院統) 쇼쿄(正慶) 2년 / 겐코(元弘) 3년
- 쩐 왕조(陳朝) 카이흐우(開佑) 5년

## 기년
- 원(元) 혜종(惠宗) 원년
- 고려(高麗) 충숙왕(忠肅王) 복위 2년
- 쩐 왕조(陳朝) 헌종(憲宗) 5년

## 사건
- 5월 18일 - 일본 가마쿠라 막부 멸망.
- 로마 교황 요한 22세, 서한을 보냄.

## 탄생
- 트베리 대공 미하일 알렉산드로비치. (~1399년)

## 사망
- 5월 - 킵차크 족 친위대장이자 토곤 테무르의 황후인 다나슈리의 아버지 엘 테무르. (1285년~)
- 9월 25일 - 일본 가마쿠라 막부 마지막 쇼군 모리쿠니 친왕. (1301년~)
- 12월 14일 - 원나라의 제11대 황제 원 영종. (1326년~)